# 鲁夫尔
鲁夫尔（法語：Rouvres，法語發音：[ʁuvʁ] ⓘ）是法国塞纳-马恩省的一个市镇，属于莫城区。

## 地理
鲁夫尔（49°3'42"N, 2°43'0"E）面积4.14 平方千米，位于法国法蘭西島大區塞纳-马恩省，该省份为法国北部内陆省份，北起瓦兹省，西接埃松省、马恩河谷省、塞纳-圣但尼省和瓦兹河谷省，南至卢瓦雷省，东南接约讷省，东临马恩省和奥布省，东北接埃纳省。
与鲁夫尔接壤的市镇（或旧市镇、城区）包括：圣马尔、埃沃、拉尼勒塞克、达马尔坦昂戈埃勒、马尔谢莫雷。

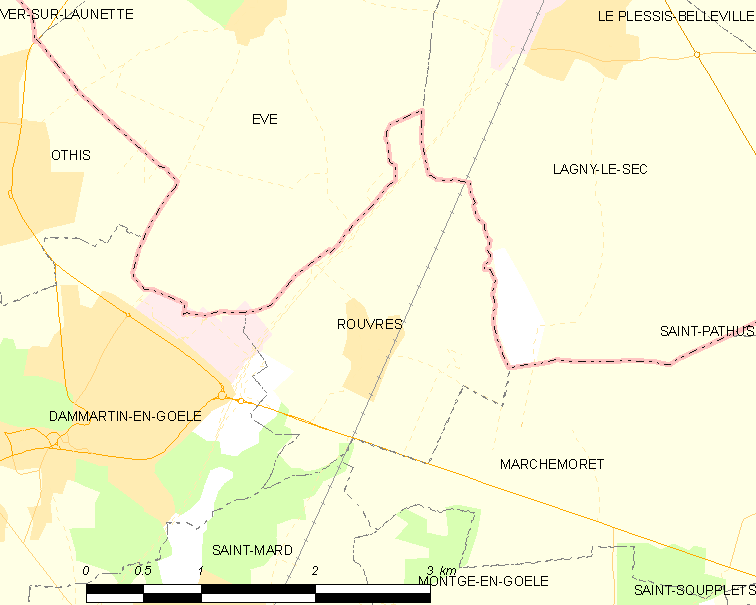
鲁夫尔的OSM定位图

鲁夫尔的时区为UTC+01:00、UTC+02:00（夏令时）。

## 行政
鲁夫尔的邮政编码为77230，INSEE市镇编码为77392。

## 政治
鲁夫尔所属的省级选区为米特里-莫里县。

## 人口

1962-2008年间鲁夫尔人口变化图示

鲁夫尔于2022年1月1日时的人口数量为1021人。